# استین استینسن بلیکر (بازیکن فوتبال)
استین استینسن بلیکر (دانمارکی: Steen Steensen Blicher; ۱۱ ژانویهٔ ۱۸۹۹ – ۱ اوت ۱۹۶۵) بازیکن فوتبال اهل دانمارک بود.